# Дафна Блейк
Дафна Блейк — вигаданий персонаж Всесвіту Скубі-Ду. Дафні зображують як дівчину з багатої та великої родини, її показують красунею з рудим волоссям, почуттям моди та коханням до лавандового кольору.

## Огляд
Персонаж Дафні був натхненний витонченою підлітковою героїнею Талією МеннінгерТалією Меннінгер, яку зіграла Тьюздей Уелд, з американського ситкому кінця 1950-х і початку 1960-х років The Many Loves of Dobie Gillis.
Дафна ще в дитинстві хотіла бути і супермоделлю, і детективом (останнє розчарувало її батьків).
Разом з іншими своїми товаришами-підлітками, Фредом Джонсом, Велмою Дінклі, Шеггі Роджерсом і німецьким догом Шеггі, Скубі-Ду, Дафна брала участь у розгадуванні різноманітних таємниць. У першій серії Дафна була зображена як красива, охоча і готова допомогти, але іноді незграбна і небезпечна дівчина, яка слідує своїм інстинктам. Часом вона грає роль дівчини в біді, а часом її викрадають, зв'язують і кидають до в'язниці. Однак продовження франшизи зробило її сильнішим, більш незалежним персонажем, здатним подбати про себе.
У фільмі "Скубі-Дуна острові зомбі "Дафна вела популярний серіал «Від берегад о берега з Дафною Блейк» на вигаданому каналі «Американа», який виходив протягом двох сезонів. Продюсером шоу був Фред Джонс.
У різних втіленнях персонажа висловлювалися припущення, що Дафна і Фред відчували потяг одне до одного. Це наголошується в багатьох фільмах прямого відео та телесеріалі Скубі-Ду! Mystery Incorporated. До моменту другого сезону вони почали активно зустрічатися, виявляючи більше своїх почуттів один до одного. У сиквелі Scooby-Doo 2: Monsters Leashed вони перебувають у стосунках.

## Виконавці
- Стефаніанна Крістоферсон (1969—1970; Скубі-Ду, де ти! (сезон перший))
- Хізер Норт (1970—1997, 2003; Скубі-Ду, де ти! (сезон другий), Нові фільми про Скубі-Ду, Шоу Скубі-Ду, Скубі-Ду та Скреппі-Ду, Новий Скубі та Скреппі-Ду Шоу, 13 привидів Скубі-Ду, Джонні Браво, Скубі-Ду! і легенда про вампіра, Скубі-Ду! і чудовисько Мексики)
- Норма Макміллан (1971; рекорд Kenner Talking Show Projector)[3]
- Келлі Мартін (1988—1991; Цуценя на ім'я Скубі-Ду)
- Мері Кей Бергман (1998—2000; Скубі-Ду на острові зомбі, Скубі-Ду! і привид відьми, Проект Скубі-Ду, Скубі-Ду! Mystery of the Fun Park Phantom, Scooby-Doo and the Alien Invaders)
- Грей ДеЛайл (2000–тепер)[4][5]
- Рейчел Кімсі (2001; Scooby-Doo! in Stagefright— Live on Stage)[6][7]
- Сара Мішель Геллар (2002—2005, 2012, 2018; Скубі-Ду, Скубі-Ду 2: Звільнення монстрів[8]
- Емілі Теннант (2004; Скубі-Ду 2: Звільнення монстрів (молода Дафна в епізоді спогадів))
- Едрієн Вілкінсон (2004; Скубі-Ду 2: Монстри на волі: Відеогра)[9]
- Крі Саммер (2005; Drawn Together)[10]
- Селіна Макдональд (2009; Scooby-Doo! and the Pirate Ghost— Live on Stage)[11]
- Кейт Мелтон (2009—2010; Скубі-Ду!) Таємниця починається, Скубі-Ду! Прокляття озерного монстра)
- Мелісса Рапеле (2013; Scooby-Doo Live!) Музичні загадки)[12]
- Джулія Кейв (2014; Scooby-Doo Live! Таємниця піраміди)[13]
- Ерін Коттрелл (2015; Robot Chicken)
- Чарлі Булл (2016; Scooby-Doo Live! Музичні загадки)[14]
- Сара Джеффрі (2018; Дафна і Велма)
- Крістіна Ві (2020; Скубі-Ду! Playmobil Mini Mysteries)
- Аманда Сейфрід (2020; Scoob!)
- Маккенна Грейс (2020—2022; Scoob!, Scoob!: Holiday Haunt (обидва в дитинстві))
- Саманта Де Бенедет (2020; Скубі-Ду! і загублене місто золота)[15]
- Констанс Ву (Вельма)[16]

## Зовнішній вигляд
Її звичайний образ у франшизі складається з фіолетової міні-сукні, рожевих колготок, фіолетових туфель і зеленого шарфа. У «Скубі-Ду на острові зомбі», «Скубі-Ду і Привид відьми», і «Скубі-Ду і Кібер-погоня», вона носить фіолетово-зелений костюм-трійку з відповідними туфлями.

## Родичі
Серед родичів Дафни, показаних під час серіалу, є:
- Джордж Роберт Недлі Блейк: батько Дафни.
- Елізабет Максвелл-Блейк: мати Дафни.
- Дейзі Блейк: сестра Дафни, лікар. Озвучує Дженніфер Хейл.
- Доун Блейк: сестра Дафни, модель.
- Дороті Блейк: сестра Дафни, гонщиця.
- Делайла Блейк: сестра Дафни, морська піхота. Озвучує Дженніфер Хейл.
- Дядько Метт Блейк: дядько Дафни по батьковій лінії.
- Джон Максвелл: дядько Дафни по материнській лінії.
- Олівія Дерві: тітка Дафни.
- Дженніфер Блейк: двоюрідна сестра Дафни.
- Даніка ЛаБлейк: двоюрідна сестра Дафни, відома французька модель. Озвучує Ванесса Маршалл.
- Шеннон Блейк: шотландська кузина Дафни. Озвучує Грей ДеЛайл.
- «Сенді» Блейк: дядько Дафни, власник пляжного курорту у Флориді. Озвучує Адам Вест.
- Анна Блейк: двоюрідна сестра Дафни у відеоіграх; «Скубі-Ду», «Скубі-Ду! Перші переляки» та «Скубі-Ду і Моторошне болото».
- Торнтон Блейк V: дядько Дафни, власник поля для гольфу біля озера Ері.
- Чен Блейк: китайський кузен Дафни, фармацевт.

## В інших ЗМІ
Дафну зіграла Сара Мішель Геллар у фільмі «Скубі-Ду» та його продовженні «Скубі-Ду 2: Звільнення монстрів». Її чоловік Фредді Принц-молодший зіграв Фреда в тих же фільмах.
У цих фільмах Дафна і Фред починають свої стосунки в першому фільмі і продовжують у другому. На відміну від попередніх персонажів, у першому фільмі Дафна Геллер вивчає бойові мистецтва під час своєї дворічної відсутності в «Таємничій корпорації», бо їй набридло бути дівчинкою у всіх справах, пов'язаних з бандою. За збігом обставин ця підривна дія дівчини в біді на сильну жінку-бійця майже віддзеркалює широко визнану роль Геллара в головній героїні телесеріалу Баффі — переможниця вампірів. Хоча в першому фільмі вона потрапляє в полон до борця в масці Заркоса, хоча в кінці вона перемагає його в сутичці.